# Мардер II
Мардер II (Sd Kfz 131) је био немачки ловац на тенкове из Другог светског рата, који је био наоружан противтенковским топом калибра 75 mm. Створен је на бази А, Б, Ц и Ф верзија немачког лаког тенка Панцер II. Рађен је у две главне верзије: Sd.Kfz. 131 и Sd.Kfz. 132.

## Историја
У првим месецима Операције Барбароса немачке оклопне јединице су се сусреле са две велике претње на совјетској страни: КВ-1 и Т-34. Због јаког оклопа ови тенкови су представљали тешке мете и захтевали су импровизације на немачкој страни: коришћење топова ФлаК 88, вучних противтенковских топова и специјалних ловаца тенкова типа Мардер I. Ситуација је захтевала увођење новог и јачег ловца текова, наоружаног противтенковским топом који би се могао брзо производити. Како је Панцер II тенк застарео а производни капацитети су постојали решено је да се искористи основа овог тенка и да се на њој створи нови ловац тенкова - Мардер II. Коришћени су делови са других возила као што су заплењена француска, чешка и совјетска возила и оруђа. На одређеном броју Мардера је уграђен совјетски Ф-22 76.2 mm дивизијски топ кога су и сами Немци производили.

## Развој
Прва Мардер II возила под називом Sd.Kfz. 132 су базирана на застарелим Панцер II Д и Е верзијама. Главно наоружање је био совјетски Ф-22 топ, модификованим за коришћење муниције немачког топа 75mm ПаК 40. Простор за посаду је створен тако што се повећала висина возила што се одразило на борбене способности јер је повећана силуета. Са оклопом од 5 до 35 mm, додатним митраљезом МГ-34 који је носила сама посада ово возило је урађено у више серија у неких 200 комада од априла 1942. до јуна 1943. године.
Возило је коришћено највише на Источном фронту и у мањем броју у Африци до почетка 1944. године када је избачено из употребе. Са једног броја возила су тада скинути топови који с коришћени као ватрене тачке бункера у Чешкој и Пољској.
Друга верзија Мардер II возила под називом Sd.Kfz. 131 је такође базирана на тенку Панцер II али на првим верзијама А, Б и Ц.